# 皆見省吾
皆見 省吾（みなみ せいご、1893年11月1日 - 1975年9月6日）は、日本の皮膚科医。九州大学名誉教授。
岡山医科大学、九州帝国大学皮膚科教授を務め、皮膚科学を研究。若い皮膚科研究者を育てる為に皆見賞を創設。ドイツ留学中に世界大戦後の戦傷後の腎不全を研究。挫滅症候群（クラッシュ・シンドローム）を世界で初めて報告した。

## 生涯
広島市生まれ。1918年、東京帝国大学（現東京大学）医学部卒業。1922年、文部省在外研究員として渡欧（2年間）。1924年、岡山医科大学（岡山大学医学部の前身）皮膚科教授。1929年、第29回日本皮膚科学会を岡山で主催。1931年、九州帝国大学（九州大学の前身）皮膚科教授。1933年、雑誌『皮膚と泌尿』を発刊。1939年、第39回日本皮膚科学会を主催。
1948年、九州大学教授退官。福岡市で開業。定年前の退官で、大学内の紛争に嫌気がさしたことと、経済的な問題が大きかったという。福岡市内に財団法人皆見梅毒血清研究所と付属医院を開設した。病院は繁盛し患者は多かった。1950年、九州大学名誉教授の称号を与えられる。1954年、若い皮膚科研究者育成のため「皆見賞」を創設。1966年、日本医師会最高優功賞を受賞。
1975年9月6日死去。従三位・勲三等に叙せられる。

## 留学中の業績
日本を出航する直前、恩師で東京大学皮膚科教授の土肥慶蔵より『世界の梅毒史』のドイツ語への翻訳を命じられ、航海中に翻訳し、ベルリン到着後に完成した。これは留学中、最も困難を極めた仕事という。
ベルリン・フリードリヒスハイン市立病院病理部のPick教授の下で病理学を学ぶ。その仕事は "Ueber Nierenveraenderungen nach Vershuetttung" Seigo Minami, として Virchows Archivに掲載されたが、これは第一次世界大戦の戦傷の腎不全による死者の病理学的検討であり、世界で最初の挫滅症候群の報告である。

### 挫滅症候群に関する皆見の論文
症例1：砲兵上等兵。受傷後13時間後に収容。左大腿及び下腿に受傷。受傷4日後に尿が混濁し、その日の夕方死亡。剖検で左大腿上部の筋肉の壊死が著名。
症例2：塹壕の中で砲弾が炸裂し両下腿に受傷。受傷4日後濃い血尿となり無尿。その夕刻に死亡。
症例3：右上肢、腰部に鈍的打撲。5日後尿量減少。7日後死亡。腎実質の急性退行性変性は急性自家中毒であり、これはメトヘモグロビン尿、腎のメトヘモグロビン梗塞の像が示している血球破壊によって証明される。これはすべての生き埋め例で見られる多数の壊死部の筋肉蛋白崩壊に基因している。

### ワールブルグの研究室にて
その後皆見はオットー・ワールブルクの下で勉強した。そこで、腫瘍の物質代謝について業績を挙げた。1931年にワールブルクがノーベル生理学・医学賞を受賞したが、皆見もワールブルクに協力したことになる。

## 皆見賞
開業後、若い皮膚科学研究者を育てるために皆見賞を創設した。受章者は30歳代が多い。

## 業績
自ら執筆した論文は283編。指導した論文は　646編に達した。著書も『皮膚病性病学』など7冊に及ぶ。開業後、27年間に223編の論文を書いたが、その多くには引用文献を記載していない。開業後、門下生の中で教授になった者へ研究費を援助し、インターン生へ生活費を援助したので、多くの研究者、医学生が援助を受けた。
- 学位論文　「所謂皮脂腺腫に就て」東京大学　大正13年10月28日　博士論文書誌データベースによる。

## 文献
- 歴代教授（九州大学医学部皮膚科学教室） - 写真あり：皆見は第2代
- 占部治邦「皆見省吾先生の御業績」『西日本皮膚科』第38巻、1976年、146-7頁。
- 安田利顕「日本皮膚科学会会員、九州大学名誉教授皆見省吾先生の死を悼む」『日本皮膚科学会雑誌』第86巻、1976年、811-4頁。
- 西日本皮膚科「皆見省吾名誉教授を偲んで」『西日本皮膚科』第38巻、1976年、145-72頁。